# Maurizio Margaglio
Maurizio Margaglio (Milano, 16 novembre 1974) è un ex danzatore su ghiaccio italiano.
È stato campione europeo e mondiale di danza su ghiaccio in coppia con Barbara Fusar Poli.

## Biografia
Ha iniziato a pattinare nel 1985 e dopo poche lezioni ha iniziato con la danza sotto la guida di Roberta Conca. Nel 1990 si trasferisce ad allenarsi a Bergamo sotto la guida di Paola Mezzadri e in coppia con Claudia Frigoli, in categoria junior, per tre stagioni tentando poi il passaggio al livello senior. Nel 1994 però la coppia si scioglie e Margaglio viene abbinato a Fusar Poli, che pattinava con Alberto Reani.
Campioni nazionali ininterrottamente dal 1995 al 2002, Fusar Poli e Margaglio scalarono progressivamente posizioni nelle competizioni internazionali, vincendo le prime medaglie per l'Italia nella storia della danza su ghiaccio. Nel 2000 arrivarono per la prima volta sul podio sia ai campionati europei di Vienna sia ai mondiali di Nizza. In entrambe le gare conclusero al secondo posto, dietro alla coppia francese Marina Anisina e Gwendal Peizerat.
Nel 2001 le posizioni si invertirono. Prima agli europei di Bratislava, poi ai mondiali di Vancouver, la coppia italiana salì sul gradino più alto del podio, con i francesi al secondo posto. Il successo nella competizione iridata fu particolarmente significativo: era la prima volta che l'Italia conquistava un titolo mondiale nel pattinaggio di figura. Inoltre, la coppia vinse il Grand Prix ISU davanti ai russi Irina Lobačëva/Il'ja Averbuch e ai lituani Margarita Drobiazko/Povilas Vanagas.
I due azzurri non riuscirono a riconfermarsi l'anno successivo. Agli europei di Losanna furono secondi, ancora una volta dietro ad Anissina e Peizerat. Ai Giochi olimpici di Salt Lake City conclusero al terzo posto, bronzo, dietro anche alla coppia russa Lobacheva/Averbukh, che avevano battuto agli europei: colpa di una caduta lungo una diagonale durante il programma libero. Delusi dal risultato olimpico, si ritirarono subito dopo dalle competizioni e non parteciparono ai mondiali di Nagano in programma il mese dopo.
Lasciate le competizioni, hanno continuato a pattinare esibendosi in spettacoli sul ghiaccio per un paio di stagioni, dopo le quali Fusar Poli si è presa una pausa per la maternità (nel 2004 è nata Giorgia).
Nel settembre 2005 Fusar Poli e Margaglio hanno annunciato il ritorno alle competizioni in vista dei Giochi olimpici di Torino 2006. Non hanno però partecipato agli europei di Lione nel gennaio 2006, e sono rientrati alle gare ai campionati nazionali, dove hanno vinto il loro nono titolo italiano. Ai Giochi, primi dopo le danze obbligatorie, a causa di un'altra caduta, questa volta nella danza originale, sono scesi fino al settimo posto; hanno recuperato poi una posizione nella danza libera, concludendo al sesto posto.
La coppia sportiva ha annunciato il ritiro definitivo dalle competizioni nel luglio 2006.
La sua compagna è l'istruttrice tedesca di pattinaggio Jyrina Lorenz. Insieme hanno tre figli: Gabriel (nato il 6 giugno 2007), Sebastian (nato nell'agosto 2009) e Julian (nato nel gennaio 2012 a Helsinki).
La coppia il 1º ottobre del 2009 partecipa al videoclip del singolo Un dolce incantesimo di Dolcenera.

## Palmarès

### Con Fusar-Poli
| Internazionali            | Internazionali | Internazionali | Internazionali | Internazionali | Internazionali | Internazionali | Internazionali | Internazionali | Internazionali | Internazionali | Internazionali | Internazionali |
| Evento                    | 94–95          | 95–96          | 96–97          | 97–98          | 98–99          | 99–00          | 00–01          | 01–02          | 02–03          | 03–04          | 04–05          | 05–06          |
| ------------------------- | -------------- | -------------- | -------------- | -------------- | -------------- | -------------- | -------------- | -------------- | -------------- | -------------- | -------------- | -------------- |
| Giochi olimpici invernali |                |                |                | 6°             |                |                |                | 3°             |                |                |                | 6°             |
| Campionati mondiali       |                | 10°            | 9°             | 5°             | 5°             | 2°             | 1°             |                |                |                |                |                |
| Campionati europei        | 10°            | 8°             | 7°             | 5°             | 4°             | 2°             | 1°             | 2°             |                |                |                |                |
| GP Finale                 |                |                |                | 5°             | 5°             | 2°             | 1°             | 4°             |                |                |                |                |
| GP Cup of Russia          |                |                |                |                |                | 1°             | 1°             | 1°             |                |                |                |                |
| GP NHK Trophy             |                |                | 5°             | 3°             |                |                |                |                |                |                |                |                |
| GP Skate America          |                |                |                | 2°             | 3°             | 1°             | 1°             |                |                |                |                |                |
| GP Skate Canada           |                | 7°             | 3°             |                |                |                |                |                |                |                |                |                |
| GP Sparkassen Cup         |                |                |                |                |                |                | 1°             | 1°             |                |                |                |                |
| GP Trophée Lalique        |                | 6°             |                |                | 2°             | 2°             |                |                |                |                |                |                |
| Autumn Trophy             |                |                | 1°             |                |                |                |                |                |                |                |                |                |
| Lysiane Lauret Challenge  |                | 1°             |                |                |                |                |                |                |                |                |                |                |
| Schäfer Memorial          | 3°             |                |                |                |                |                |                |                |                |                |                |                |
| Nazionali                 |                |                |                |                |                |                |                |                |                |                |                |                |
| Campionati italiani       | 1°             | 1°             | 1°             | 1°             | 1°             | 1°             | 1°             | 1°             |                |                |                | 1°             |

### Con Frigoli
| Evento                       | 1991–92 |
| ---------------------------- | ------- |
| Campionati mondiali juniores | 16°     |